# Radio Plus Radom
Radio Plus Radom (dawniej Radio AVE lub Katolickie Radio Radomskie AVE) – katolicka stacja radiowa diecezji radomskiej, pierwsza lokalna rozgłośnia w Radomiu.
Od 30 listopada 2003 stacja należy do sieci Radia Plus na podstawie umów franczyzowych.

## Historia
Emisja radiowa Katolickiego Radia Radomskiego AVE rozpoczęła się 25 grudnia 1993 jako pierwsza radomska stacja radiowa. Inicjatorem i pomysłodawcą Radia AVE był Edward Materski, pierwszy biskup ordynariusz diecezji radomskiej. Pierwszym dyrektorem stacji był ks. Marek Janas, duszpasterz akademicki. Stacja nadawała swój program na częstotliwościach 71,99 Mhz (od grudnia 1993 do stycznia 2000) i 90,7 MHz (od 1996). Od 1 stycznia 1994 zaczęto nadawać regularnie 16-godzinny program. W pierwszych dniach emisji pojawił się kłopot – przez włączenie nadajnika w najbliższej okolicy, w telewizorach można było usłyszeć program Radia AVE zamiast TVP1. Częstotliwości przyznane przez KRRiT odpowiadały częstotliwościom TVP1, przez co mieszkańcy Radomia musieli na własny koszt zamontować specjalne filtry, w celu zapobiegnięcia tej sytuacji.
Od września 2000 zaczęto emisję programu całobodowego, a od 4 października 2000 Radio AVE można było słuchać przez internet. Już w październiku 2003 pojawiły się pierwsze informacje dotyczące wejścia Radia AVE do sieci Radia Plus. Oficjalną decyzję o włączeniu stacji podjął biskup Zygmunt Zimowski, tłumacząc to umocnieniem pozycji rozgłośni diecezjalnej. Przez kilka tygodni można było na antenie usłyszeć hasło Radio Ave zmienia się na Plus. 27 listopada 2003, Krajowa Rada Radiofonii i Telewizji podjęła uchwałę o zmianie nazwy programu na Radio Plus Radom. W nocy z 29 na 30 listopada 2003 rozpoczęto emisję Radia Plus Radom, o dzień wcześniej niż planowano

## Zasięg
Radio początkowo nadawało tylko na częstotliwości 71,99 MHz, a od 1996 roku dodatkowo na 90,7 MHz. W styczniu 2000 wyłączono nadajnik na dolnym zakresie UKF i emisja odbywała się z "górnej" częstotliwości. Od 15 lipca 2021 program jest nadawany z anteny nadawczej umieszczonej na maszcie przy RON Radom. Wcześniej, od 2003, program emitowany był z Komina byłej Elektrociepłowni Radom. Od 3 sierpnia 2007 program Radia Plus Radom emitowany jest także z nadajnika umieszczonego w wieży przeciwpożarowej "Kupimierz" w Końskich na częstotliwości 94,0 MHz. Od 30 kwietnia 2019, Radio Plus Radom nadaje również w Kozienicach na częstotliwości 97,9 MHz, z nadajnika umieszczonego na wieży telefonii komórkowej w Nowinach. Rozgłośnia w walce o nadawanie w Kozienicach pokonała Radio Rekord, VOX FM, Radio Wawa i Meloradio. Od 22 września 2021 prowadzona jest emisja także z wieży telefonii komórkowej w górze Pogorzelskiej w północno-zachodniej części Skarżyska-Kamiennej. W walce o częstotliwość, Radio Plus Radom pokonało m.in. VOX FM czy Radio Eska Starachowice.